# Cees van Hoore

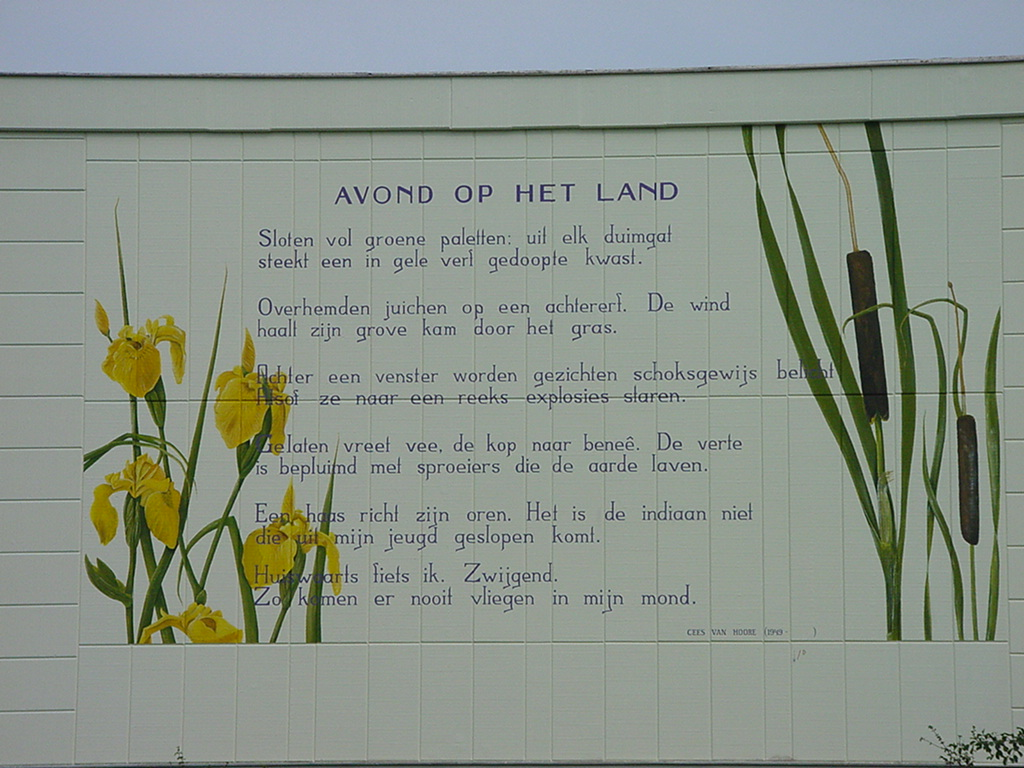
Het muurgedicht "Avond op het land" van Cees van Hoore in Leiden

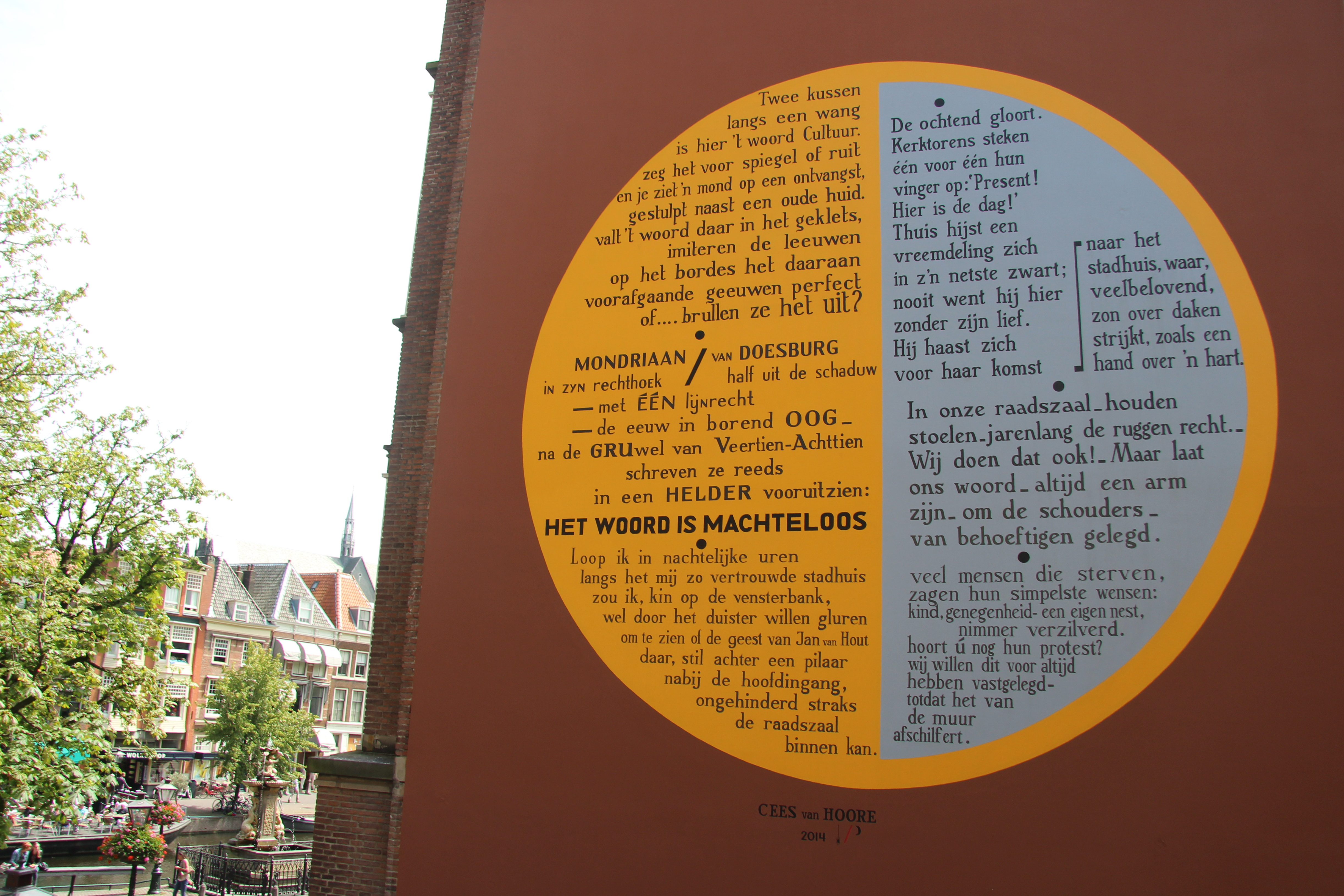
Deze teksten van Cees van Hoore gaan over de stad Leiden en de wijze waarop deze bestuurd wordt.

Cees van Hoore (Den Haag, 21 februari 1949) is een Nederlands journalist, dichter en prozaschrijver. Hij woont in Leiden.

## Journalist
Cees van Hoore groeide op in de Haagse Zeeheldenbuurt, in de Van Speyckstraat. Na zijn middelbare school te hebben voltooid, maakte hij een lange periode van omzwervingen mee, onder meer langs de zuidkust van Frankrijk, waar hij werkte als kelner. In 1983 ging hij werken als kunstredacteur, eerst bij het Leidsch Dagblad en later bij Haarlems Dagblad. Cees van Hoore schreef ook tal van artikelen over de oorlog, onder meer over de Jodenvervolging, over een grote kunstroof in De Lakenhal, over de Belgische auteur Schoup en de moordenaar van de burgemeester van Warmond, die hij wist op te sporen.

#### Klaas Carel Faber
In 2003 vond hij de uit gevangenschap in Breda ontsnapte Nederlandse SS'er Klaas Carel Faber in Ingolstadt, nabij München. Faber stamde uit het gezin van een beruchte Haarlemmer NSB'er. Van Hoore kreeg uiteindelijk via speurwerk bij het Nationaal Archief en contacten met de Duitse antifascistische beweging, lucht van de verblijfplaats van Faber in Duitsland. Het lukte hem bij zijn krant, het Haarlems Dagblad, daarna keer op keer toch weer nieuws over deze veroordeelde oorlogsmisdadiger te publiceren. Dat leidde ertoe dat freelance oorlogsjournalist en nazi-jager Arnold Karskens zich voor Faber ging interesseren. Het Simon Wiesenthalcentrum in Jeruzalem plaatste Faber in 2009 op de lijst van voortvluchtige oorlogsmisdadigers en in 2011 als nummer 1 van die lijst. De website Nieuwswo2.tk startte op 5 april 2012 de actie Gauck niet, Faber wel (naar Nederland) toen de Duitse president Joachim Gauck uitgenodigd werd door het Nationaal Comité 4 en 5 mei om in 2012 in Breda, de plaats waar Faber in 1952 ontsnapt was, de 5 meilezing te komen houden. Van Hoore steunde de actie. Deze leidde tot veel media-aandacht in Duitsland zelf, en vrij snel kwam er beweging bij justitie voor een nieuw proces tegen de reeds veroordeelde Faber.
De toespraak ging door. Faber stierf echter enkele weken later.

## Dichter
In 1983 gaf uitgeverij De Harmonie zijn eerste gedichtenbundel Groot Licht uit. Daarvoor ontving hij samen met Thomas Rosenboom een aanmoedigingsprijs van het Fonds voor de Letteren. In 1985 verschenen opnieuw gedichten in de bundel Een bon-vivant in de dodenstad. Hij heeft vier dichtbundels uitgebracht. Twee van de muurgedichten in Leiden zijn van zijn hand: in de Kiekendiefhorst staat zijn gedicht Avond op het land op een flatmuur en in juni 2014 werd een collage van zes verschillende teksten van Van Hoore aangebracht op het stadhuis.

## Prozaschrijver
Van Hoore schreef ook columns, korte verhalen en impressies voor het Leidsch Dagblad en NRC Handelsblad. Moederschap en geboorte waren onderwerp van Dat trekt wel bij. Bespiegelingen van een aanstaande vader (1988), een bundel stukjes die geschreven werden naar aanleiding van de zwangerschap van Van Hoores eerste echtgenote.
In 1995 werd een aantal columns gebundeld in Neem je hoed af voor een aap.
Onder de titel Vluchtgedrag schreef hij in een recentere fase van zijn leven columns in het Haarlemsch Dagblad over zijn ervaringen. Hij had al twee grote zoons en kreeg er na zijn 50e twee dochters bij van zijn circa twintig jaar jongere tweede echtgenote Judith van Teeffelen. Hij zegt daar zelf over: "Ik ben een stabielere vader voor mijn dochters dan ik voor mijn zoons ben geweest. Destijds was ik gewoon niet toe aan een gezin, ik was altijd weg, vluchtgedrag."
Daarnaast schrijft Cees van Hoore romans over zijn jeugd in Den Haag, over de Zeeheldenbuurt, over alcoholisme en de dood. In De Natte Kolen Koning (1990) beschrijft hij zijn jeugdervaringen in de jaren 1953-1963. In de roman Zo'n vader (2002) schreef hij naar aanleiding van het overlijden van zijn vader over hun vader-zoon-relatie.
In samenwerking met Maarten 't Hart en Jacowies Surie publiceerde Van Hoore opstellen over de Griekse dichter Kavafis onder de titel De dichter van de kaarsen (2003). 
Zijn meest recente roman De smekeling is verschenen bij uitgeverij Aspekt (2023). De smekeling is een bildungsroman over onder andere een zeventienjarige gymnast die opgroeit in het naoorlogse Den Haag en op een dag wordt gegrepen door de stem van een operazangeres. De roman is ook een literaire verwerking van oorlogstrauma's van de eerste en tweede generatie. Van Hoore roept in volkse taal en stijl de sfeer van een Haags arbeidersmilieu op. Zijn stijl wordt ook wel vergeleken met die van Wolkers of Céline.
De smekeling werd gepresenteerd in Leiden en van Hoore gaf twee interviews. 
In 2023 werkt van Hoore aan een nieuw werk over de liefde op leeftijd. Eveneens is hij nog actief als journalist. Veel van zijn artikelen over de oorlog, het verzet, een kunstroof en de Jodenvervolging worden gepubliceerd op Historiek.net.
Ook wordt nog een boek verwacht over de onteigening van Joods (kunst)bezit.

## Werken
- Groot licht (1983)
- Een bon vivant in de dodenstad (1985)
- Dat trekt wel bij : bespiegelingen van een aanstaande vader (1988)
- Hoe lang ik blijf, weet ik niet. Over Albert Ehrenstein (1988)
- De broodkruimels steken je (1988)
- De Natte Kolen Koning (1990)
- As van de koning, niet blazen! (1992)
- Beschuit met muizenissen (1995)
- De bodem van de hemel (1995)
- Neem je hoed af voor een aap (1995)
- Het anti-vakantieboek : voor de thuisblijver en de vakantieganger (1996)
- Omhels me, wurg me een beetje (1996)
- Willem van Scheijndel (1997)
- Zo'n vader (2002)
- De dichter van de kaarsen (2003)
- Terwijl mijn lege leven in mij weende (2003)
- Media vita vanitas : vijftien gedichten van Cees van Hoore (tweetalig uitgegeven door Hans van der Veen) (2013)
- Het lijk bij de Keukenhof (met Nienke van de Waal) (2014)
- De sneeuw blijft nergens op zee (2014)
- Twee vergeten meer dan een (2019)
- Morfine Fleur, Nachtboek van een Kankerpatiënt (2022)
- De Smekeling, een Haagse roman (2023)

- Digitale Bibliotheek voor de Nederlandse Letteren: hoor001
- Gemeinsame Normdatei: 173229506
- International Standard Name Identifier: 0000 0000 3248 4581
- Library of Congress Control Number: n91114831
- Nederlandse Thesaurus van Auteursnamen: 071183965
- Virtual International Authority File: 9030610
- WorldCat: E39PBJmdvjfdPFGwBCxhWkmKh3